# 韋茅夫足球會
韋茅夫足球會（英語：Weymouth Football Club）是一支位於英格蘭多塞特郡韦茅斯的足球俱樂部，目前於英格蘭足球全國聯賽南角逐。2015/16年球季是球隊成立125週年。

## 榮譽
- 英格蘭足球議會南部聯賽
  - 冠軍（1）：2005–06年；
- 英格蘭足球南部聯賽超级组
  - 冠軍（2）：1964–65年、1965–66年；
  - 亞軍（1）：2003–04年；
- 英格蘭足球南部聯賽南部組
  - 冠軍（1）：1997–98年；
- 英格蘭足球西部甲組聯賽（Western League Division One） 
  - 冠軍（3）：1922–23年、1936–37年、1937–38年；
- 英格蘭足球西部乙組聯賽:（Western League Division Two） 
  - 冠軍（1）：1933–34年；
- 多塞特甲組聯賽（Dorset League Division One） 
  - 冠軍（1）：1921–22年；
- 多塞特聯賽（Dorset League）
  - 冠軍（2）：1897–98年、1913–14年；
- 多塞特高級盃[1][2]（Dorset Senior Cup） 
  - 冠軍（10）：1985–86年、1986–87年、1987–88年、1990–91年、1991–92年、
1993–94年、1999–2000年、2000–01年、2002–03年、2014-15年；
  - 亞軍（3）：1989-90年、2002–03年、2010–11年；

## 外部連結
- 官方网站